# Ensemble InterContemporain

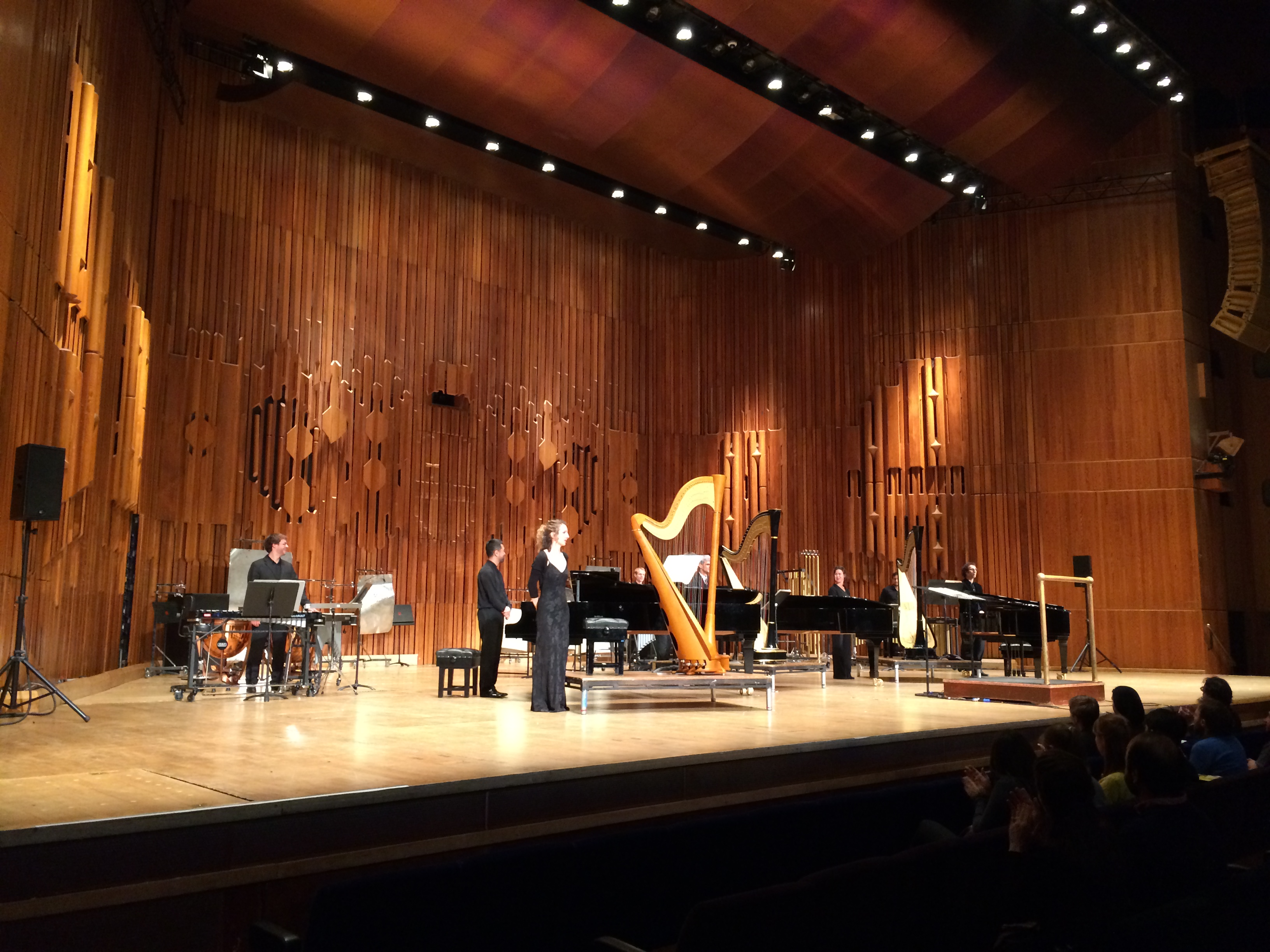
Het Ensemble InterContemporain na een uitvoering van Boulez' Sur Incises in Barbican Centre, Londen, april 2015

Het Ensemble InterContemporain (EIC) is een kamerorkest gespecialiseerd in het spelen van eigentijdse klassieke muziek uit de 20e en 21e eeuw.
Het Ensemble intercontemporain werd opgericht in 1976 door Pierre Boulez. Het was bedoeld als een groep van 31 solisten, die orkestmuziek zouden kunnen spelen, of muziek voor elke combinatie van instrumenten. Het ensemble werkt onder andere ook samen in projecten waarbij de verbinding wordt gelegd tussen muziek, dans, toneel, film, video en beeldende kunst. Sinds 1995 is het ensemble gevestigd in de Cité de la musique in Parijs. Het ensemble geeft concerten en maakt opnamen zowel in Frankrijk als daarbuiten.
Een ensemble wordt flexibeler geacht dan een traditioneel symfonieorkest, waardoor componisten meer vrijheid hebben in hun keuze voor de bezetting van hun composities. In de hedendaagse klassieke muziek komt deze flexibele ensemblebezetting veel voor, mede wegens de financiële problemen van de grotere orkesten in de late jaren 1990s en 2000, en de grotere verantwoordelijkheid van de individuele spelers in een kleiner ensemble.
Het Ensemble intercontemporain wordt gefinancierd door het Franse Ministerie van Cultuur en Communicatie en ontvangt ook steun van de gemeente Parijs. Het ensemble maakt geen deel uit van het IRCAM (Institut de Recherche et de Coordination Acoustique/Musique), hoewel beide instituten sinds hun oprichting wel nauw samenwerken.

## Dirigenten
- Pierre Boulez (1976-1978)
- Michel Tabachnik (1978-1979)
- Peter Eötvös (1979-1991)
- David Robertson (1992-1999)
- Jonathan Nott (2000-2005)
- Susanna Mälkki (2006-2013)
- Matthias Pintscher (2013–)